# Kernkraftwerk Jervis Bay
Das Kernkraftwerk Jervis Bay (englisch Jervis Bay Nuclear Power Plant) sollte ab 1970 am Murray Beach im Jervis Bay Territory an der Südküste von New South Wales in Australien, etwa 200 km von Sydney entfernt, gebaut werden. Jervis Bay Territory war bis 1989 eine Exklave des Australian Capital Territory im Staatsgebiet von New South Wales. Konzipiert war das erste Kernkraftwerk Australiens mit einer elektrischen Leistung von 500–600 Megawatt als Pilotprojekt für den Bau weiterer Anlagen. Trotz Machbarkeitsstudien, Auftragsvergaben und begonnener Betonierarbeiten verfolgte die australische Regierung das Projekt ab 1971 nicht weiter. Es gibt noch kein Kernkraftwerk in Australien (Stand 2020), obwohl die Diskussion darüber immer wieder aufflammt.

## Standort
Der vorgesehene Standort für das Kernkraftwerk lag in der Nähe des Murray Beach, eines Strandes in der Jervis Bay. Das erste Kernkraftwerk Australiens sollte nach den Vorstellungen der australischen Politik in einem Gebiet liegen, das von der Zentralregierung Australiens verwaltet wird. Als Standortfaktoren wurden genannt:
- das große Wasservolumen der Bucht zur Aufbereitung von Kühlwasser
- die Nähe zum nationalen Stromnetz und zu den Städten Melbourne und Sydney
- der vorhandene Eisenbahn- und Hafenanschluss für den Transport der Brennstäbe.

Die Jervis Bay, die sich über eine Wasserfläche von etwa 10 × 16 Kilometer erstreckt, ist ein Bestandteil des Booderee-Nationalparks. In der Bucht befinden sich ein australischer Kriegshafen und die Bowen Island, ein großes Gebiet auf Land ist für Zielübungen der Kriegsschiffe der Royal Australian Navy reserviert.

## Geschichte
Die australische Regierung und die Regierung von New South Wales beschlossen im Dezember 1969, das erste Kernkraftwerk an der Jervis Bay zu projektieren, zu bauen und den Strom ins Netz von New South Wales einzuspeisen. Bei der Ausarbeitung des Konzepts wurden sie von der Australian Atomic Energy Commission (AAEC) beraten. Der Bauplan sah die Errichtung eines Reaktors vor, der atomwaffenfähiges Plutonium hätte herstellen und damit Australien in den Status einer Nuklearmacht erheben können. Im Zusammenhang mit diesem Kernkraftwerkbau gab es detaillierte Kosten- und Zeitplanungen zur Herstellung von Atom- und Wasserstoffbomben.
Im Dezember 1969 wurden Interessenten aufgefordert, sich an der Ausschreibung zu beteiligen, im Februar 1970 die Ausschreibungsunterlagen an die Bewerber ausgegeben und der Abgabetermin im Juni 1970 festgelegt. Neben The Nuclear Power Group aus dem Vereinigten Königreich bewarben sich auch die beiden deutschen Gesellschaften Siemens und AEG. The Nuclear Group schlug einen Dampf erzeugenden Schwerwasserreaktor (SGHWR), die beiden deutschen Interessenten einen Leichtwasserreaktor vor. Kurze Zeit später gründeten die beiden deutschen Interessenten das gemeinsame Tochterunternehmen Kraftwerk Union. Aufgrund der geforderten Zusammenarbeit mit anderen wichtigen Unternehmen des europäischen Nuklearsektors wie Belgonucleaire, Agip Nucleare, Interatom und British Nuclear Fuels schlossen die beiden Unternehmen jeweils mit zwei Partnern Verträge. Auch die Kraftwerk Union und The Nuclear Group beschlossen eine Zusammenarbeit um gemeinsam das Kernkraftwerk zu errichten. Der Hintergedanke der Kraftwerk Union war, dass dadurch der britische Nuklearmarkt offenstehen würde und Technologien transferiert werden könnten. Man entschied sich letztlich für den Dampf erzeugenden Schwerwasserreaktor, der billiger zu realisieren war. Die Leistung war mit 500 Megawatt projektiert. Bis 1977 sollte die Anlage fertiggestellt sein.

## Proteste und Ende
Als die Pläne zur Errichtung des Kernkraftwerks öffentlich bekannt wurden, bildete sich mit dem Jervis Bay Planning and Protection Committee eine lokale Protestbewegung, in der auch Mitglieder des Shoalhaven City Council aktiv waren. Das South Coast Trades and Labour Council, in dem Arbeiter der Region organisiert sind, erklärte, dass es sich nicht an der Errichtung des Kernkraftwerks beteiligen würde.
Für den Abbruch des Projekts durch die australische Regierung gibt es mehrere Gründe. Nach der Absetzung des Premierministers John Gorton, eines Projektbefürworters, kam William McMahon an die Macht. Beide gehörten der konservativen Liberal Party of Australia an. Man vermutete, dass das Kabinett den Bau abbrach, weil es befürchtete, dass die Nutzung der Kernenergie die Rolle des Staates bei der Stromlieferung untergraben würde. Außerdem war durch eine neue Kostenvergleichsberechnung festgestellt worden, dass Kohlekraftwerke preisgünstiger Elektrizität erzeugen können. Vor dem Hintergrund, dass die australische Regierung durch den Bau des Kernkraftwerks Verluste von 100 Millionen australische Dollar erwartete und damals mit einer hohen Inflationsrate zu kämpfen hatte, wurde das Projekt nicht fortgeführt. Hinzu kam die Entdeckung von Erdgas- und Ölvorkommen in der Bass Strait vor Australien, sodass keine Energiekrise zu befürchten war. Der vorgesehene Standort an der Jervis Bay war bereits erschlossen. Es waren Planungskosten entstanden, Aufträge bereits vergeben und mit den ersten Betonierungsarbeiten an dem Fundament begonnen worden. Das Fundament ist auf dem Gelände, das jetzt als Parkplatz genutzt wird, noch erkennbar.

## Daten des Reaktorblocks
Es war ein Reaktor geplant:
| Reaktorblock | Reaktortyp | Leistung | Anfang Projektplanung | Baubeginn | Projekteinstellung |
| ------------ | ---------- | -------- | --------------------- | --------- | ------------------ |
| Jervis Bay   | SGHWR      | ≈500 MW  | 1969                  | 1970      | 1971               |